# Tadeusz Cybulko
Tadeusz Cybulko (ur. 22 kwietnia 1929 w Wilnie, zm. 10 października 2010) – polski leśnik i dendrolog, profesor.

## Życiorys
W 1945 rodzina przybyła do Góry Śląskiej, gdyż nie mogła pozostać w zajętym przez sowietów Wilnie. W 1948 zdał maturę, jednocześnie pracując w lokalnym szpitalu. W 1949 zaczął studia na Wydziale Leśnym Uniwersytetu Poznańskiego, które zakończył w 1953. Doktoryzował się w 1960 (praca: "Kształtowanie się zawartości niektórych mikroelementów w sośnie pospolitej z różnych siedliskowych typów lasów" pod kierunkiem prof. Stanisława Prosińskiego). W 1961 został adiunktem w Katedrze Użytkowania Lasu. Habilitował się w 1968 na podstawie pracy o reakcji borówki czarnej na mineralne nawożenie. W 1969 został docentem, a w 1982 Rada Państwa nadała mu tytuł profesora nadzwyczajnego.
Od 1970 był dyrektorem Instytutu Użytkowania Lasu i Inżynierii Leśnej Wyższej Szkoły Rolniczej w Poznaniu, a po rozwiązaniu tej jednostki kierownikiem Katedry Użytkowania Lasu. Funkcję tę pełnił do 1999, prawie do emerytury. Od 1979 do 1981 był prorektorem Akademii Rolniczej w Poznaniu.
Jest pochowany na cmentarzu parafialnym św. Jana Vianneya w Poznaniu.

## Zainteresowania naukowe
Do jego głównych zainteresowań naukowych należała następująca tematyka: skład chemiczny drzew i roślinności dna lasu (szczególnie sosny, brzozy i morwy), żywicowanie i podkrzesywanie drzew, uboczne użytkowanie lasu oraz borówka czarna. Był autorem tablic wydajności żywicy. Ważne były jego prace poświęcone wpływowi parakwatu na przeżyciowe przeżywiczenie drewna sosny.
Wypromował trzech doktorów  i osiemdziesięciu magistrów. W 1994 był promotorem doktoratu honoris causa prof. Wiesława Grochowskiego. Brał udział w konferencjach naukowych (m.in. Brno, Zwoleń, Lwów, Sofia, Tharandt i Moskwa). Był członkiem Komitetu Nauk Leśnych PAN.

## Odznaczenia
Został uhonorowany m.in.: Złotym Krzyżem Zasługi, Krzyżem Kawalerskim Orderu Odrodzenia Polski, jak również odznaką Zasłużony dla Leśnictwa i Przemysłu Drzewnego.